# Universal Exports
Universal Exports is de codenaam van de Britse geheime dienst MI6 in de boeken en films over James Bond.
De naam manifesteert zich in de films op verschillende wijzen, bijvoorbeeld als de afkorting "UnivEx" in From Russia with Love, een koperen naamplaatje in On Her Majesty's Secret Service en Bonds helikopter in For Your Eyes Only.
Paul Stock is van mening dat M's kantoor, en bij uitbreiding ook Universal Exports, een metoniem voor Engeland is, en M zelf een iconisch vertegenwoordiger van Engeland en al wat typisch Engels is.
In zijn roman The Man with the Golden Gun wijzigde Ian Fleming Universal Exports in Transworld Consortium, een verandering die in de latere films niet werd overgenomen.